# Messier 32

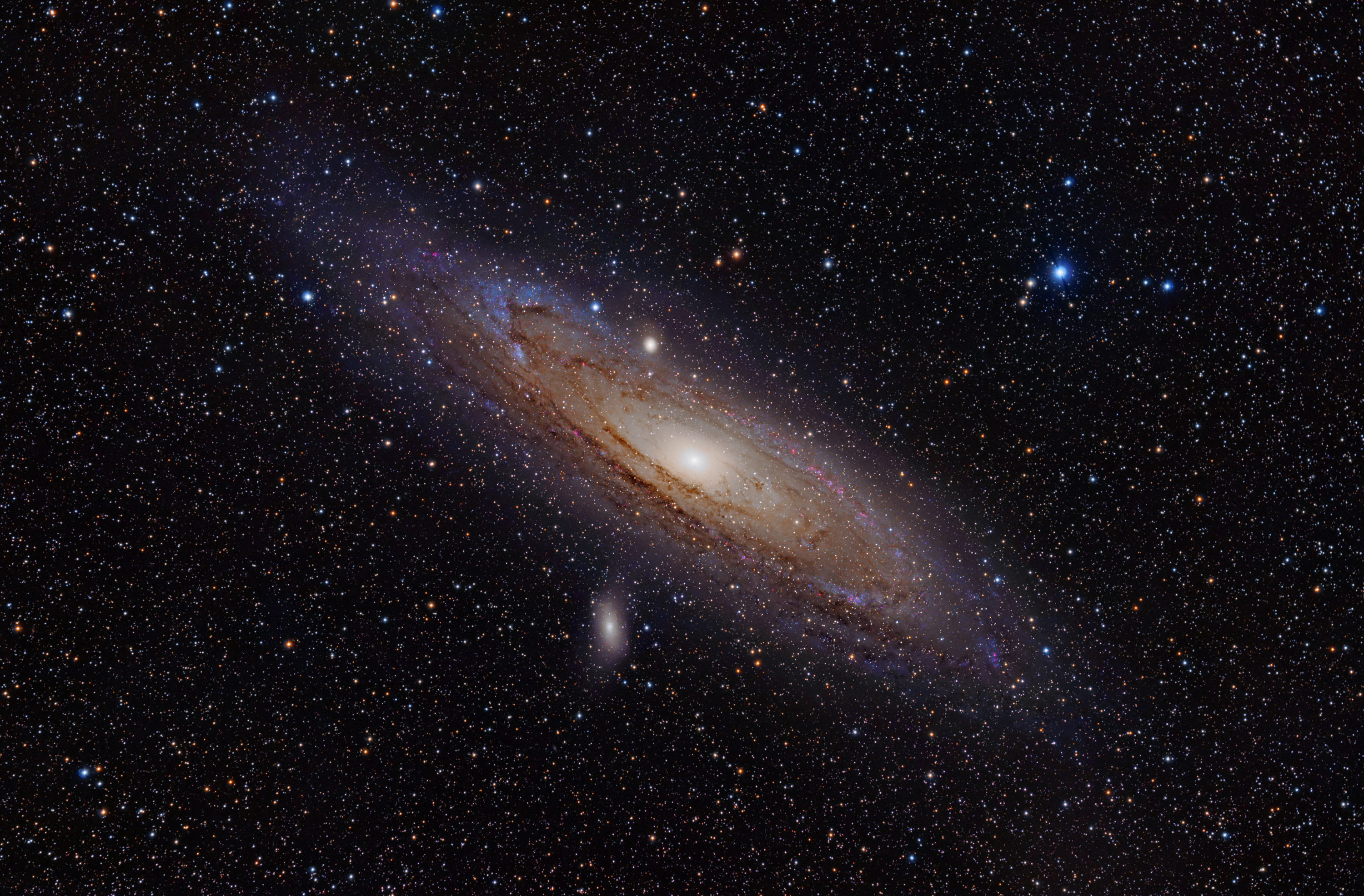
Galaktyka Andromedy. M32 to jasny obiekt powyżej i na lewo od jej centrum.

Messier 32 (również NGC 221, M32) – mała galaktyka eliptyczna znajdująca się w gwiazdozbiorze Andromedy. Jest najbliższym satelitą Galaktyki Andromedy.

## Dane astronomiczne
M32 znajduje się w odległości ok. 2,6 mln lat świetlnych od Ziemi. Jasność obserwowana wynosi ok. 8,1m. Należy do typu widmowego G3.

## Charakterystyka fizyczna
Średnica galaktyki wynosi około 6700 lat świetlnych, jej masa – 3 miliardy mas Słońca (ok. 6×1039 kg).
Jak większość galaktyk eliptycznych M32 zawiera głównie stare gwiazdy. Większość z nich jest teraz białymi karłami lub gwiazdami neutronowymi. Jednak widmo i kolor galaktyki wskazują, że M32 zawiera również młodsze gwiazdy (2–3 mld lat), bogatsze w ciężkie pierwiastki.
Jądro galaktyki ma masę 100 milionów mas Słońca i gęstość ok. 5000 mas Słońca na parsek kwadratowy. Okrąża ono z dużą szybkością centralny supermasywny obiekt – prawdopodobnie czarną dziurę. Właściwości jądra są zbliżone do galaktyki M31. Z tego powodu M32 przypisuje się niekiedy do typu cE2.
Wśród gwiazd M32 odnaleziono kilka mgławic planetarnych.
Gwiazdy nowe w galaktyce występują raczej sporadycznie, choć Neill i Shara (2005) ocenili liczbę rozbłysków na dwa rocznie. Ostatni przypadek zarejestrowano w 2011 roku. Nie zanotowano żadnego przypadku supernowej.
Przypuszcza się, że M32 była kiedyś dużo większa, lecz straciła swoje zewnętrzne gwiazdy oraz wszystkie gromady kuliste w wyniku jednego lub kilku bliskich przejść obok Galaktyki Andromedy.

## Położenie
Galaktyka M32 znajduje się 22' na południe od centrum M31. Można ją dostrzec przez mały teleskop jako niewyraźny punkt podobny do gwiazdy.

## Odkrycie
M32 jest pierwszą odkrytą galaktyką eliptyczną. Odkrył ją 29 października 1749 roku Guillaume Le Gentil. Charles Messier pierwszy raz obserwował ją w 1757 roku. 3 sierpnia 1764 roku dodał ją do swojego katalogu pod numerem 32. Halton Arp dodał M32 do swojego katalogu galaktyk dziwnych (pod numerem 168).